# Colonisation courlandaise des Amériques

Timbre letton commémorant la colonisation de Tobago.

Le duché de Courlande était le plus petit des États ayant participé à la colonisation des Amériques, avec une colonie sur l'île de Tobago de 1654 à 1659 puis, par intermittence, de 1660 à 1689. 
La Courlande, qui correspond à une partie de la Lettonie actuelle, compte alors une population de 200 000 habitants seulement et est elle-même vassale de la Pologne-Lituanie. 
Sous le duc Jacob Kettler, la Courlande a établi une des plus grandes flottes marchandes d'Europe.

## Historique

### Contexte
La Courlande possède alors une des principales flottes du monde, adossée à de puissants arsenaux. Sa marine de guerre comprend 61 unités et 1416 canons, ce qui correspond à cinquante pour cent de l'Invincible Armada de 1588 et trente sept pour cent de la marine de Cromwell de 1650. À tel point que lors de la guerre civile anglaise (1642-1648), le duc fournit au roi Charles Ier (le fils du roi Jacques Ier d'Angleterre), son parrain, six navires de guerre avec hommes, munitions et provisions. C'est cette puissance navale qui donne à Jacob les moyens d'une politique coloniale dans les Antilles.

### Tentatives de colonisation de l'île 1638-1654
Dès 1637, faisant suite à la création d'une colonie sur l'île du Tobago par un groupe de 212 colons, le duché commandita de nombreux voyages commerciaux vers les Antilles. La première colonisation de Tobago est un échec, de même qu'une deuxième tentative en 1639. En 1642, deux bateaux commandés par le capitaine Caroon avec environ 300 colons à leur bord tentent de coloniser la côte nord, près de l'actuelle Courland Bay, mais ils sont rapidement chassés par les Caraïbes (Kalinago). La Courlande se tourne alors vers l'Afrique, où en 1651, le duché réussit à implanter sa première colonie durable sur l'île Saint-André dans le fleuve Gambie, où est fondé le fort Jacob en l'honneur de Jacob Kettler (1610-1682).

### Fondation de la colonie courlandaise en 1654

Pavillon naval de la Courlande.

Le 20 mai 1654, le duché fait une nouvelle tentative de colonisation de Tobago, avec l'arrivée du navire à deux ponts Das Wappen der Herzogin von Kurland avec à son bord 45 canons, 25 officiers, 124 soldats courlandais et 80 familles de colons. Le capitaine Willem Mollens baptise l'île « Nouvelle Courlande ». Le fort Fort Jacobus est érigé sur le sud-ouest de l'île, entouré par la ville de Jacobstadt (actuellement Jamestown). D'autres noms inspirés de la mère patrie apparaissent, tels que Grande Baie de Courlande, Nouvelle-Mitau, Baie de Libau…
Une église évangélique luthérienne est construite par les colons pendant leur première année sur l'île. 
L'économie de l'île se développe rapidement, à tel point que bientôt, elle exporte quantité de produits vers l'Europe : sucre, tabac, café, coton, gingembre, indigo, rhum, cacao, carapaces de tortue, oiseaux tropicaux et leurs plumes…
Malgré le succès économique, la population de la colonie est dépassée par une nouvelle colonie hollandaise fondée quelques mois plus tard sur l'île, laquelle atteint en 1658 une population de 1 200 habitants, grâce notamment à l'arrivée de 500 colons huguenots français cette même année.

### Déclin de la Nouvelle-Courlande
En Europe, le duc Kettler est capturé par l'armée suédoise entre 1658 et 1660 lors de la première guerre du Nord. 
Au cours de cette période, les deux colonies courlandaises furent saisies par les colons néerlandais en supériorité numérique, tandis que sa flotte marchande et ses industries à Tobago étaient détruites. Les colons néerlandais sur l'île assiégèrent le fort Jacob et forcèrent Hubert de Beveren, gouverneur de la Nouvelle-Courlande, à capituler. Le duché de Courlande dut céder la colonie le 11 décembre 1659 mais la récupère en mai 1660 à la suite du traité de paix d'Oliva.
Les Courlandais quittent Tobago en 1666, probablement après une attaque des pirates cette même année. 
En 1668 un groupe de Courlandais tente de s'emparer sans succès du fort Jacob, aux dépens des Hollandais. 
En 1680, à la fin du règne de Jacob Kettler, Tobago est une nouvelle fois l'objet d'une tentative de colonisation courlandaise, qui échoue finalement peu de temps après. 
Durant cette courte occupation, Kettler reconstitue la flotte et les usines, sans toutefois permettre au duché de retrouver son ancienne prospérité. 
L'île est abandonnée de mars 1683 à juin 1686, et en mai 1690, peu de temps après sa vente à l’Angleterre par le duc Frédéric II Casimir, les Courlandais quittent Tobago de manière définitive. Malgré la vente de l'île, des gouverneurs non gérants continuent à être nommés jusqu'en 1795.

### Les gouverneurs de Nouvelle-Courlande (Tobago)
| 1642–1643 | Edward Marshall   |
| 1643–1650 | Cornelius Caroon  |
| 1654-1656 | Adrien Lampsius   |
| 1656–1659 | Hubert de Beveren |
| 1660–1689 | ?                 |

## Souvenir
Aujourd'hui, un monument de Courlande, près de la baie de Courlande, commémore les colonies du duché.